# Greenville (Mississippi)
Pour les articles homonymes, voir Greenville.
Greenville est une ville américaine, siège du comté de Washington à l'ouest de l'État du Mississippi. La population de la ville était en 2000 de 41 633 habitants. Elle doit son nom à Nathanael Greene, général de l'armée continentale lors de la guerre d'indépendance des États-Unis.

## Géographie
Greenville se trouve sur la rive est du lac Ferguson, un bras mort du fleuve Mississippi.

## Personnalités liées à la ville
- Mary Wilson (1944-2021), chanteuse américaine.
- Jim Henson, marionnettiste, est né à Greenville.
- Tyrone Davis, chanteur de soul, est né à Greenville.
- T-Model Ford, bluesman décédé le 16 juillet 2013 à Greenville[1].
- Arthur Blessitt (1940-2025), prédicateur itinérant chrétien, est né à Greenville.

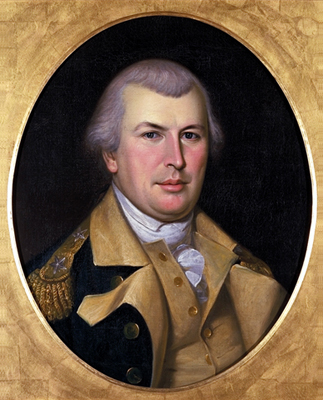
Portrait du général Greene